# Defter
Defter ili tefter (tur. naziv za popis, registar) bio je u osmanlijskoj Turskoj državni upravni registar koji je sadržavao različite podatke (o ljudima, naseljima, zemljištima, imovnom stanju pojedinaca i obitelji i dr.).
Carski defter ili defterhane, vođen je za cijelu državu, a u nj su neprekidno unošeni novi podaci fiskalnog i demografskog značenja za cijelu feudalnu Tursku, kao i za novoosvojena područja. 
U osmanskoj upravi defterom se nazivalo sve zapisnike, popise, službene knjige administracije i računovodstva i pojedine akte nalik popisu, propisu ili obračunu. Bili su pisani na osmanskom turskom jeziku na arabici (obliku arapskog pisma).